# ATG101
ATG101 (англ. Autophagy related 101) – білок, який кодується однойменним геном, розташованим у людей на короткому плечі 12-ї хромосоми. Довжина поліпептидного ланцюга білка становить 218 амінокислот, а молекулярна маса — 25 003.
| 10         |  | 20         |  | 30         |  | 40         |  | 50         |
| ---------- |  | ---------- |  | ---------- |  | ---------- |  | ---------- |
| MNCRSEVLEV |  | SVEGRQVEEA |  | MLAVLHTVLL |  | HRSTGKFHYK |  | KEGTYSIGTV |
| GTQDVDCDFI |  | DFTYVRVSSE |  | ELDRALRKVV |  | GEFKDALRNS |  | GGDGLGQMSL |
| EFYQKKKSRW |  | PFSDECIPWE |  | VWTVKVHVVA |  | LATEQERQIC |  | REKVGEKLCE |
| KIINIVEVMN |  | RHEYLPKMPT |  | QSEVDNVFDT |  | GLRDVQPYLY |  | KISFQITDAL |
| GTSVTTTMRR |  | LIKDTLAL   |  |            |  |            |  |            |

A: Аланін

C: Цистеїн

D: Аспарагінова кислота

E: Глутамінова кислота

F: Фенілаланін

G: Гліцин

H: Гістидин

I: Ізолейцин

K: Лізин

L: Лейцин

M: Метіонін

N: Аспарагін

P: Пролін

Q: Глутамін

R: Аргінін

S: Серин

T: Треонін

V: Валін

W: Триптофан

Задіяний у такому біологічному процесі, як автофагія. 
Локалізований у цитоплазмі.